# Seznam titulárních kostelů

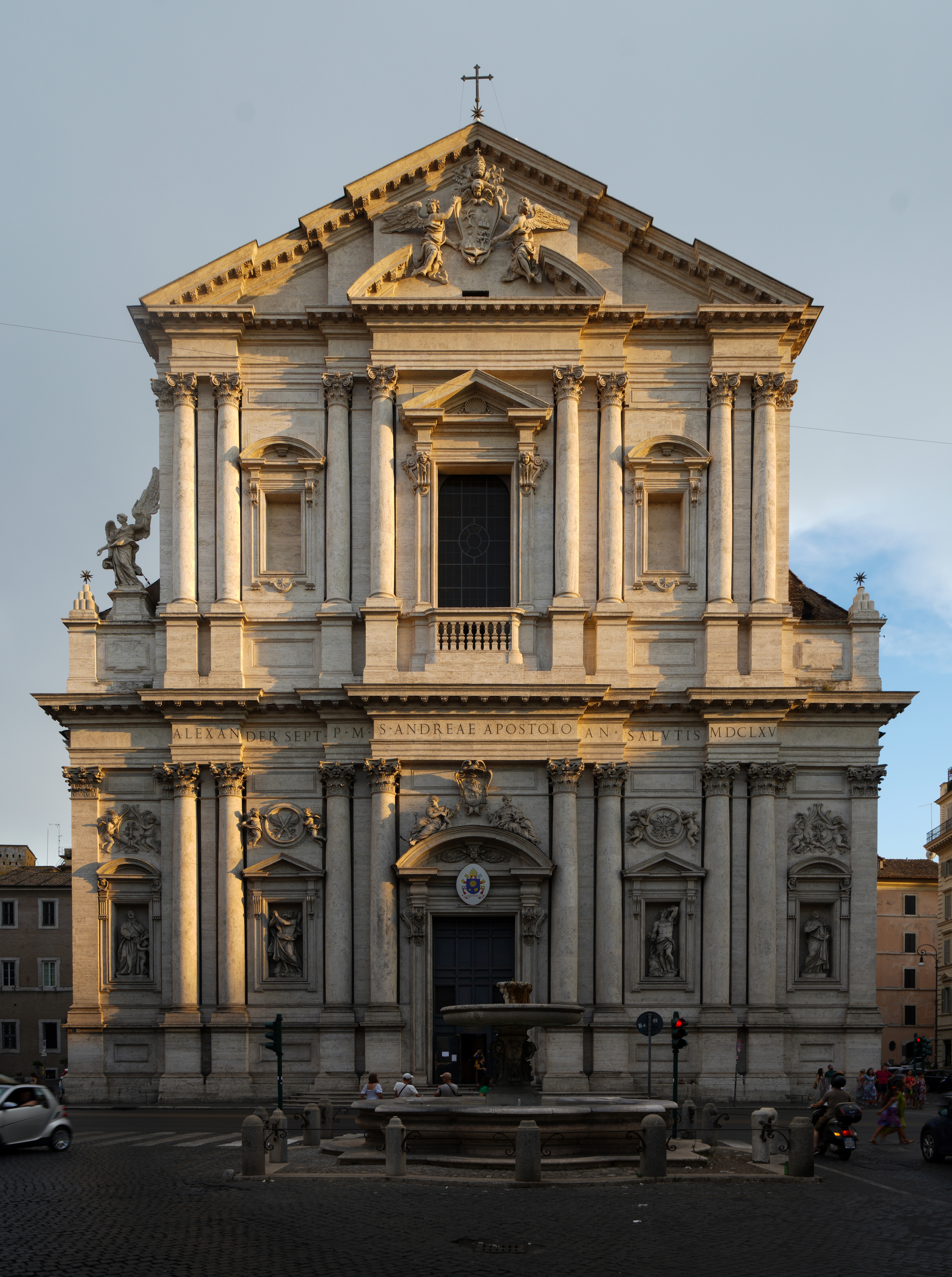
Sant'Andrea della Valle je titulární kostel kardinála Dieudonné Nzapalainga

Seznam titulárních kostelů uvádí přehled katolických kostelů v Římě v Itálii, přidělených papežem římskokatolické církve jako titulární kostel členovi duchovenstva, který byl jmenován kardinálem.
Jde o kostely v jurisdikci římské diecéze, které mají čestná označení vztahu mezi kardinály a papežem, římským biskupem. Podle Kodexu kanonického práva z roku 1983 může kardinál pomáhat svému titulárnímu kostelu radou nebo patronátem, ale „nemá nad ním žádnou moc vládnout a neměl by z žádného důvodu zasahovat do záležitostí týkajících se jeho správy“.

## Charakteristika
Existují dva druhy titulárních kostelů: tituly a diakonie. Titul je titulární kostel, který je přidělen kardinálovi-knězi, zatímco diakonie je obvykle přidělena kardinálovi-jáhnovi. Kardinál může požádat o přeložení do jiného titulárního kostela v konsistoři; kromě případu, když se kardinál jáhen rozhodne stát se kardinálem knězem (nejdříve po deseti letech), může požádat buď o povýšení svého jáhenského pro hac vice ("pro tuto příležitost") na titulární, nebo o přeložení ze svého jáhenského na volný titulární kostel. Příležitostně může být titulární kostel ponechán v commendam („v důvěře“) kardinálem, který byl převeden do jiného titulárního kostela nebo předměstské diecéze.
Je-li kardinál kněz nebo kardinál jáhen později kreován kardinálem-biskupem, může být přeložen ze své diakonie nebo titulárního kostela a může mu být přidělen titul suburbikální diecéze v blízkosti Říma.
Jedinými kardinály, kterým není přidělen ani titulární kostel, ani titul předměstské diecéze, jsou patriarchové východních katolických církví: jejich příslušné patriarcháty jsou považovány za jejich tituly (v nejvyšší kardinálské třídě kardinál-biskup).  

## Titulární kostely
- Sant'Agnese fuori le mura
- Sant'Agostino
- Sant'Alberto Magno
- Santi Ambrogio e Carlo
- Sant'Anastasia
- Sant'Andrea al Quirinale
- Sant'Andrea della Valle
- Sant'Andrea delle Fratte
- Santi Andrea e Gregorio al Monte Celio
- Sant'Angela Merici
- Sant'Antonio da Padova in Via Merulana
- Sant'Antonio da Padova in Via Tuscana
- Sant'Antonio in Campo Marzio
- Santi Aquila e Priscilla
- Sant'Atanasio
- Sant'Atanasio a Via Tiburtina
- Santa Balbina
- San Bartolomeo all'Isola
- Santa Bernadette Soubirous
- San Bernardo alle Terme
- Santa Bibiana
- San Bonaventura da Bagnoregio
- Santi Bonifacio ed Alessio
- San Callisto
- San Camillo de Lellis
- San Corbiniano
- San Crisogono
- Santa Cecilia in Trastevere
- Santi Cirillo e Metodio
- San Clemente al Laterano
- Santa Chiara a Vigna Clara
- Santa Croce in Gerusaleme
- Santa Croce in via Flaminia
- Sant'Eusebio
- San Eustachio
- San Francesco Saverio alla Garbatella
- Gesù Divin Lavoratore
- Il Gesù
- San Giovanni Bosco in Via Tuscolana
- San Giovanni dei Fiorentini
- Immacolata al Tiburtino
- Sant'Isidoro
- Sant'Ivo alla Sapienza
- San Luigi dei Francesi
- Beata Maria Addolorata a piazza Buenos Aires
- San Marco
- Santa Maria degli Angeli e dei Martiri
- Santa Maria in Aracoeli
- Santa Maria in Cosmedin
- Santa Maria della Vittoria
- Santa Maria in Monserrato degli Spagnoli
- Santa Maria sopra Minerva
- Sant'Onofrio al Gianicolo
- San Paolo fuori la mura
- Bazilika Santa Prassede
- Sn Pietro in Vincoli
- San Saba
- Santa Sabina
- San Sebastiano fuori la mura
- Santo Spirito in Sassia
- Beata Vergine Maria del Monte Carmelo Mostacciano